# عمر فاروق عبد الله

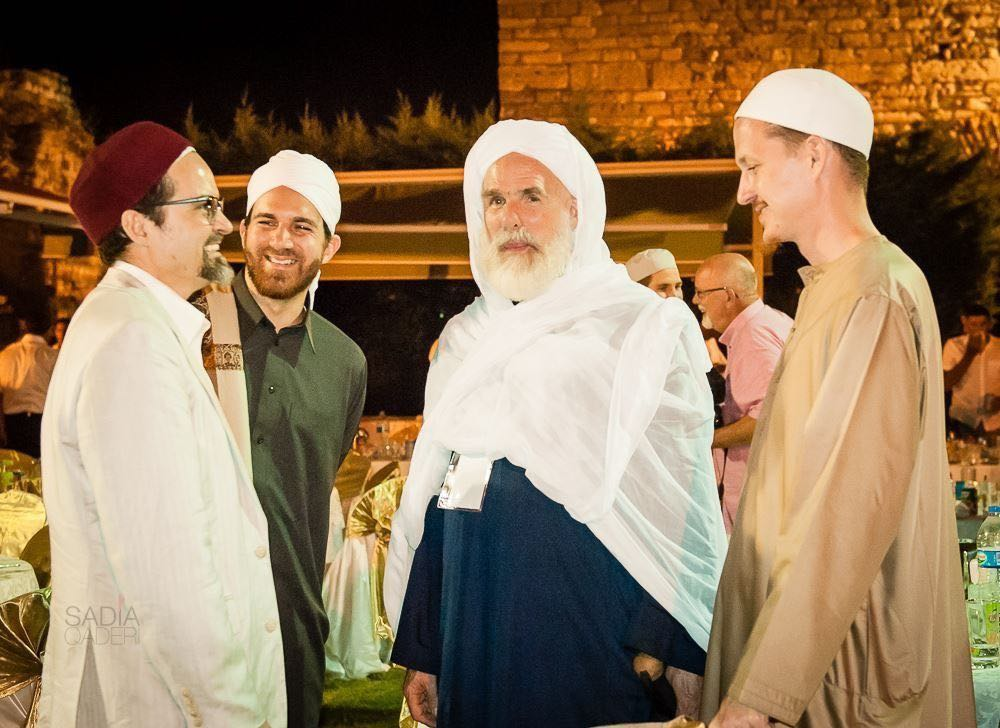
الشيخ عمر فاروق عبد الله في لقاء فكري مع بعض المشايخ كالشيخ حمزة يوسف والشيخ عبد الحكيم مراد

عمر فاروق عبد الله (بالأحرف اللاتينية Umar Faruq Abd-Allah، مواليد 1948، كولمبوس (نبراسكا)) هو باحث أمريكي وأستاذ سابق في جامعة ميشيغان. حاليا يدير معهد النووي للدراسات الاسلامية في مدينة شيكاغو.
ولد وسط عائلة بروتستانتية تحت اسم وأيمن لاندغراف Wymann-Landgraf بولاية نبراسكا ونشأ في أثينا، جورجيا، حيث كان كلا والديه يدرسون في جامعة جورجيا. كان والده يدرس الطب البيطري والكيمياء العضوية، في حين كان تخصص أمه الإنجليزية. في عام 1964 شغل والديه وظائف في جامعة ميسوري في كولومبيا، حيث كان جده أستاذ فخري في الطب البيطري.
في أوائل السبعينات، عندما كان وأيمن في بدايات العشرينات من عمره، اعتنق الإسلام في ولاية نيويورك بعد قراءة السيرة الذاتية لمالكوم إكس، حيث ذهب كطالب شرف في برنامج وندرو ولسن لدراسة الأدب الإنجليزي قي جامعة كورنيل العريقة. وتسمى باسم عمر. اعتناقه الإسلام كان سببا في تغيير دراسته، حيث انتقل عام 1973 للدراسة في جامعة شيكاغو التي حصل منها على شهادة الدكتوراه سنة 1978 على اطروحته التي كانت حول اصول القانون الاسلامي. ومنذ عام 1977 وحتى عام 1982 درس في كل من جامعة وندسور، تمبل، ميشيغان، ولمدة عامين انتقل لتدريس اللغة العربية في غرناطة باسبانيا. بعد ذلك منذ عام 1984 وحتى سنة 2000 استضافته جامعة الملك عبد العزيز بجدة للتدريس كأحد أفضل اساتذتها في قسم الشريعة والدراسات الإسلامية. كان شيخه خلال هذه المدة بالمدينة المنورة العلامة الموريتاني محمد محمود ولد زيدان. في رمضان سنة 2016 ألقى درسا بحضور الملك محمد السادس في الدروس الحسنية بالمغرب. وله برنامج الزاوية الذي يعقده سنويا بقرية الورود في بويبلا دي دون فادريكي، وهي مؤسسة ثقافية يديرها عبد الصمد روميرو، وهو ملتقى للشباب المسلم الناطق بالإنجليزية في الغرب.

## مؤلفات
- الإيمان فطرة، دراسة للإيمان الفطري في القرآن والسنة وكثير من الملل والنحل. 2014، دار الفقيه[3]
- Malik and Medina: Islamic Legal Reasoning in the Formative Period. 2013, Brill Academic Publishers
- الإسلام حياة ومقاصد، 2012، مؤسسة طابة.
- Mercy, The Stamp of Creation. 2009, The Nawawi Foundation
- A Muslim in Victorian America: The Life of Alexander Russell Webb. 2006, Oxford University Press
- The Islamic Struggle in Syria . 1983, Mizan Press